# Corynoptera verrucifera
Corynoptera verrucifera är en tvåvingeart som först beskrevs av Franz Lengersdorf 1952.  Corynoptera verrucifera ingår i släktet Corynoptera, och familjen sorgmyggor. Arten är reproducerande i Sverige.